# Наразени
Наразени (груз. ნარაზენი) — село в Грузии. Находится в Зугдидском муниципалитете края Самегрело-Верхняя Сванетия. Расположено на Одишской низменности, по правому берегу реки Чанисцкали (менгр. Цкенцкари) (левый приток реки Хоби), на высоте 130 метров над уровня моря. Расстояние до Зугдиди — 18 км.
По данным переписи 2014 года в деревне проживало 2345 человека. Население края исповедует православие и являются прихожанами Зугдидский и Цаишской епархии Грузинской Православной Церкви.
Основной источник дохода населения — сельское хозяйство (орехи), кукуруза, цитрусы, скотоводство. В селе имеется 1 средняя школа, 1 начальная школа и 2 детских садов. А Также, сельская амбулатория.
В окрестностях селения расположен церковь "Квиреоская икона Иоанна Крестителя" и крепость Квирео.